# Hawks & Doves
Hawks & Doves es el duodécimo álbum de estudio del músico canadiense Neil Young, publicado por la compañía discográfica Reprise Records en octubre de 1980.
Las dos caras de la edición original en vinilo fueron grabadas en circunstancias diferentes: la cara A incluyó descartes de sesiones de grabación que tuvieron lugar entre 1974 y 1977, mientras que la cara B incluyó canciones grabadas específicamente para el álbum a comienzos de 1980.
En agosto de 2003, Young publicó Hawks & Doves por primera vez en disco compacto con sonido HDCD como parte del catálogo Neil Young Archives Digital Masterpiece Series junto a Re-ac-tor, American Stars 'N Bars y On the Beach.
En el 2020 el álbum fue ubicado en el puesto 67 de los 80 mejores álbumes de 1980, de la revista Rolling Stone.

## Historia
La cara A, titulada Doves, incluyó «Little Wing» y «The Old Homestead», que fueron originariamente planeadas para publicarse como parte del álbum inédito Homegrown. «The Old Homestead» presenta una parábola oblicua y sinuosa de la carrera musical de Neil Young, e incluye una referencia a aquellos que cuestionaban la insistencia de Young en usar a la banda Crazy Horse cuando existían músicos más pulidos y fácilmente disponibles. La canción puede ser una respuesta a David Crosby, que en varias ocasiones cuestionó la profesionalidad de Crazy Horse. Por otra parte, la canción «Captain Kennedy» presenta similitudes con un tema titulado «My Name Is John Johanna», grabado por Kelly Harrell & the Virginia String Band en 1927 e incluido en la famosa colección de música tradicional americana recopilada por Harry Smith en 1952. El hecho fue intencionado por parte del propio Neil Young, debido a que la antología de Harry Smith fue parte del trasfondo cultural de los primeros años del músico y había influido de forma directa o indirecta sobre centenares de artistas de folk y blues.
La cara B, titulada Hawks, incluyó canciones grabadas específicamente para el álbum, e integradas de forma general por temas de country cercanas al estilo de trabajos previos como American Stars 'N Bars y Comes a Time. Dichas canciones dieron pie a conjeturas acerca de un imperturbable sentido del patriotismo y una promoción de los valores de la derecha política en Neil Young, sirviendo como base a una crítica mordaz que situaba a Hawks & Doves en el extremo opuesto a las canciones protesta más célebres de la década de 1970 como «Ohio».

## Recepción
Tras su publicación, Hawks and Doves obtuvo reseñas mixtas de la prensa musical. William Ruhlmann de Allmusic comentó: «Tras el triunfo de Rust Never Sleeps, Hawks & Doves se benefició de la buena voluntad crítica que Young había acumulado, aunque los seguidores y los críticos, sin embargo, se desconcertaron por la mezcla de canciones acústicas oscuras y teñidas de country». A nivel comercial, Hawks & Doves llegó al puesto treinta en la lista estadounidense Billboard 200 y al 34 de la lista británica UK Albums Chart. En Canadá, el álbum alcanzó el puesto 50, mientras que en Nueva Zelanda llegó al puesto cuatro de la lista de discos más vendidos.

## Lista de canciones
Todas las canciones escritas y compuestas por Neil Young. 
| Cara A: Doves |                     |          |  |
| N.º           | Título              | Duración |  |
| 1.            | «Little Wing»       | 2:10     |  |
| 2.            | «The Old Homestead» | 7:38     |  |
| 3.            | «Lost in Space»     | 4:13     |  |
| 4.            | «Captain Kennedy»   | 2:50     |  |

| Cara B: Hawks |                              |          |  |
| N.º           | Título                       | Duración |  |
| 1.            | «Stayin' Power»              | 2:17     |  |
| 2.            | «Coastline»                  | 2:24     |  |
| 3.            | «Union Man»                  | 2:08     |  |
| 4.            | «Comin' Apart at Every Nail» | 2:33     |  |
| 5.            | «Hawks & Doves»              | 3:27     |  |

## Personal
Músicos
- Neil Young: guitarra, armónica, piano y voz.
- Greg Thomas: batería
- Dennis Belfield: bajo
- Ben Keith: dobro y coros
- Rufus Thibodeaux: violín
- Ann Hillary O'Brien: coros
- Levon Helm: batería en «The Old Homestead».
- Tim Drummond: bajo en «The Old Homestead».

## Posición en listas
Álbum
| País           | Lista                    | Posición |
| -------------- | ------------------------ | -------- |
| Canadá         | Canadian Albums Chart    | 50       |
| Estados Unidos | Billboard 200            | 30       |
| Noruega        | VG-lista Albums Chart    | 15       |
| Nueva Zelanda  | New Zealand Albums Chart | 4        |
| Países Bajos   | Mega Album Top 100       | 30       |
| Reino Unido    | UK Albums Chart          | 34       |
| Suecia         | Albums Top 60            | 22       |